# Perry (Kansas)
Perry és una població dels Estats Units a l'estat de Kansas. Segons el cens del 2000 tenia 901 habitants.

## Demografia
Segons el cens del 2000, Perry tenia 901 habitants, 370 habitatges, i 260 famílies. La densitat de població era de 446 habitants/km².
Dels 370 habitatges en un 33,5% hi vivien nens de menys de 18 anys, en un 55,4% hi vivien parelles casades, en un 11,9% dones solteres, i en un 29,7% no eren unitats familiars. En el 24,9% dels habitatges hi vivien persones soles el 14,1% de les quals corresponia a persones de 65 anys o més que vivien soles. El nombre mitjà de persones vivint en cada habitatge era de 2,44 i el nombre mitjà de persones que vivien en cada família era de 2,91.
Per edats la població es repartia de la següent manera: un 25,7% tenia menys de 18 anys, un 9,3% entre 18 i 24, un 27,3% entre 25 i 44, un 21,8% de 45 a 60 i un 15,9% 65 anys o més.
L'edat mediana era de 37 anys. Per cada 100 dones de 18 o més anys hi havia 89 homes.
La renda mediana per habitatge era de 39.013 $ i la renda mediana per família de 46.641 $. Els homes tenien una renda mediana de 32.778 $ mentre que les dones 26.500 $. La renda per capita de la població era de 17.577 $. Entorn del 4,9% de les famílies i el 7,9% de la població estaven per davall del llindar de pobresa.

## Poblacions properes
El següent diagrama mostra les poblacions més properes.